# Florian Steininger

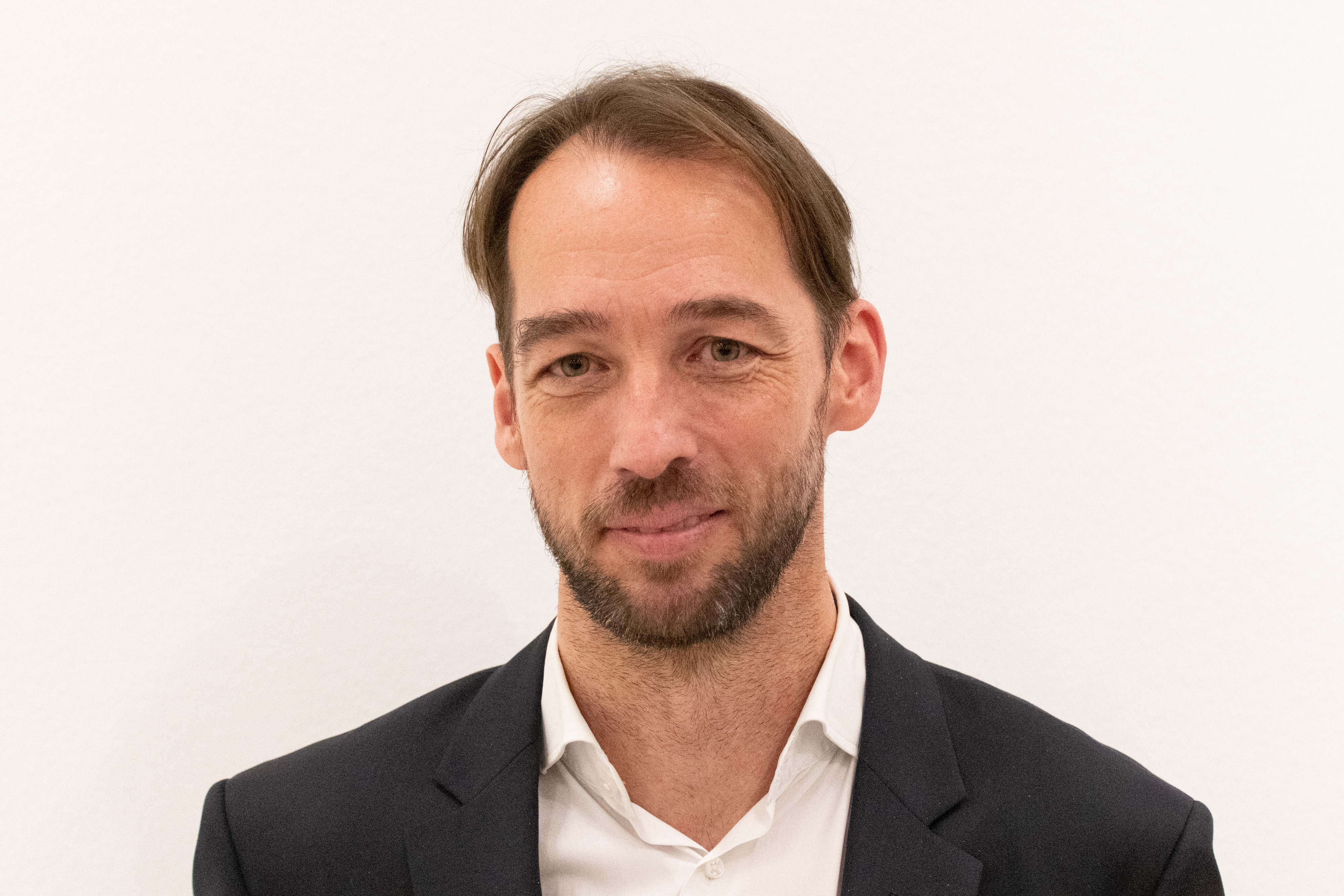
Florian Steininger (2022)

Florian Steininger (* 1974 in Wien) ist ein österreichischer Kunsthistoriker, Ausstellungsmacher und Museumsleiter.

## Leben und Wirken
Steininger diplomierte 1999 in Kunstgeschichte an der Universität Wien bei Peter Haiko. Von 1999 bis 2001 gehörte er den Kunstvermittlungsteams der Sammlung Essl und des Bank Austria Kunstforums Wien an. Ab 2001 fungierte er bei letzterem als Ausstellungskurator.
Er ist Verfasser zahlreicher Essays, betreut kuratorische Projekte zur modernen und zeitgenössischen Kunst und kann auf zahlreiche Publikationen in Kunstzeitschriften (u. a. Parnass, Falter, Vernissage) und Katalogen verweisen. Von 1999 bis 2003 verfasste er Kunstrezensionen für die österreichische Tageszeitung Die Presse. Mehrfach wirkte er als Fachjuror bei der Vergabe von Kunstpreisen mit (u. a. Ö1 Talentbörse, Format-Jury, Anton-Faistauer-Preis, Preis für junge österreichische Druckgrafik, Artaward des Strabag Kunstforums u. a.).
Seit Juli 2016 ist er künstlerischer Direktor der Kunsthalle Krems, der Dominikanerkirche Krems (als Ort für Installationen) sowie des AIR – Artist in Residence Niederösterreich Programmes.

## Beruflicher Werdegang
- 1999–2003 Kunstkritiker bei der Tageszeitung Die Presse
- 2001–2015 Kurator im Bank Austria Kunstforum
- Seit 2010 kuratorische Betreuung der Sammlung Hubert Looser, Zürich
- Seit 2016 künstlerischer Direktor der Kunsthalle Krems

## Kuratorische Projekte/Ausstellungskataloge im Bank Austria Kunstforum (Auswahl)
- 2003/04: Roy Lichtenstein (Ausst. Kat., Hrsg.: Ingried Brugger, Florian Steininger)

- 2005: Willem de Kooning (2. Station Kunsthal Rotterdam) (Ausst. Kat., Hrsg.: Ingried Brugger, Florian Steininger)
- 2005/06: Superstars: Von Warhol bis Madonna (mit Kunsthalle Wien) (Katalogbeitrag)
- 2006: Markus Lüpertz (Ausst. Kat., Hrsg.: Ingried Brugger, Florian Steininger)
- 2006: Anna Jermolaewa, Orchestra Reloaded (gemeinsam mit Heike Eipeldauer)
- 2007: Eros in der Kunst der Moderne (mit Fondation Beyeler, Riehen) (Katalogbeiträge)
- 2008: Monet-Kandinsky-Rothko und die Folgen: Wege der abstrakten Malerei (Ausst. Kat., Hrsg.: Ingried Brugger, Florian Steininger)
- 2010: Frida Kahlo – Retrospektive (mit: Martin-Gropius-Bau, Berlin) (Katalogbeiträge)
- 2012:
  - Herbert Brandl (Ausst. Kat., Hrsg. Ingried Brugger, Florian Steininger)
  - Sammlung Hubert Looser (Ausst. Kat., Hrsg. Ingried Brugger, Florian Steininger)
  - Miquel Barceló (Ausst. Kat., Hrsg. Ingried Brugger, Florian Steininger)
- 2013: Warhol – Basquiat (Ausst. Kat. Hrsg. Ingried Brugger, Florian Steininger)
- 2014: Siegfried Anzinger (Ausst. Kat. Hrsg. Ingried Brugger, Florian Steininger)
- 2015:
  - Landscape in my Mind: Landschaftsfotografie heute. Von Hamish Fulton bis Andreas Gursky (Ausst. Kat. Hrsg. Ingried Brugger, Florian Steininger) Hubert Schmalix (Ausst. Kat. Hrsg. Ingried Brugger, Florian Steininger)
  - Liebe in Zeiten der Revolution – Russische Künstlerpaare der Avantgarde (in Kooperation mit der Staatlichen Tretjakow-Galerie, Moskau) (Ausst. Kat. Hrsg. Ingried Brugger, Heike Eipeldauer, Florian Steininger)
- 2016: Georgia O’Keeffe (in Kooperation mit Tate Modern, London) (Ausst. Kat., mit Textbeitrag)

Quelle:

## Weitere kuratierte Ausstellungen bzw. Textbeiträge in Ausstellungskatalogen (Auswahl)
- 2004: Neue Wilde: Eine Entwicklung (Sammlung Essl, Klosterneuburg) (kuratiert mit Gabriele Bösch; Ausst. Kat. mit Textbeiträgen)[6]
- 2013: Museum Angerlehner, Thalheim (Eröffnungsausstellung) (kuratiert; Ausst. Kat. mit Textbeiträgen)[7]
- 2014: Sammlung Looser. Private Passion – Public Wealth (Kunsthaus Zürich) (kuratiert von Philippe Büttner; Ausst. Kat. mit Textbeiträgen)[8]
- 2016:
  - Sammlung Looser – Museum Folkwang (Rothko Scully . Kline de Kooning . Pollock Twombly)ein Dialog (kuratiert mit Mario von Lüttichau; Ausst. Kat. mit Textbeiträgen)
  - Bernhard Leitner (Zeitkunst Niederösterreich, St. Pölten) (kuratiert; Ausst. Kat. mit Textbeiträgen)[9]
- 2017:
  - Collection Looser. Restless Gestures (Nationalmuseum Oslo) (kuratiert von Ingvild Krogvig; Ausst. Kat. mit Textbeiträgen)
  - Walter Vopava und Erich Steininger: ...und die Farbe Schwarz (Grafikkabinett Erich Steininger)
- 2018:
  - Hubert Scheibl und Erich Steininger (Grafikkabinett Erich Steininger)
- 2019:
  - Erich Steininger - Ernst Skrička - Wolfgang Stifter im Grafikkabinett Erich Steininger
- 2021:
  - Lena Göbel und Erich Steininger (Grafikkabinett Erich Steininger)
- 2022:
  - Josef Trattner und Erich Steininger (Grafikkabinett Erich Steininger)
  - Gründung "offspace woodquarter" kuratiert von Barbara Steininger-Wetzlmair
- 2023:
  - Alois Mosbacher und Erich Steininger (Grafikkabinett Erich Steininger)
- 2024:
  - Tone Fink und Erich Steininger (Grafikkabinett Erich Steininger)
  - Anna Hofbauer und Erica Ferrari (offspace woodquarter) kuratiert von Barbara Steininger-Wetzlmair
  - Jorn - Nitsch (Nitsch Museum)
- 2025:
  - Jakob Gasteiger und Erich Steininger (Grafikkabinett Erich Steininger)
  - Museo Nacional de Escultura: Eduardo Chillida and the modern sculpture (Katalogtext zur Ausstellung Chillida mistica y materia)

## Ausstellungen Kunsthalle Krems
- 2016: Michael Kienzer: 24 von 274.668 Tage (Klangraum Krems, Minoritenkirche Krems)
- 2017:
  - Abstract Painting Now! Gerhard Richter – Katharina Grosse – Sean Scully
  - Tobias Pils: Doves
  - Sébastien de Ganay (Kunsthalle Krems in der Dominikanerkirche)
  - Remastered. Die Kunst der Aneignung
- 2018:
  - Axel Hütte: Imperial-Majestic-Magical
  - Picasso-Gorky-Warhol. Skulpturen und Arbeiten auf Papier. Sammlung Hubert Looser
  - Eva Schlegel
  - Per Kirkeby
  - Lizzie Fitch / Ryan Trecartin. Premise Place (edit 1). In Kooperation mit dem donaufestival
- 2019:
  - Hans Op de Beeck: The Cliff
  - Land Art
  - Ticket to the Moon
  - Adrian Paci: Lost Communities
  - Teresa Margolles: En la Herida
- 2020:
  - Robin Rhode: Memory is the Weapon
  - Fiona Tan: Mit der anderen Hand
- 2021:
  - Patricia Piccinini: Embracing the Future
  - Christian Helwing: (B)EAST!
  - Margot Pilz: Selbstauslöserin
  - Andreas Werner: Galaktal
  - Metahaven. Chaos Theory. In Kooperation mit dem donaufestival
- 2022:
  - Helen Frankenthaler: Painterly Constellations (2. Station: Museum Folkwang)
  - Hans Kupelwieser
  - The New African Portraiture. Shariat Collections. Kuratiert von Ekow Eshun.
  - Julian Warner. The Kriegsspiel. In Kooperation mit dem donaufestival
- 2023:
  - Eduardo Chillida: Gravitation.
  - Oliver Ressler. Climate Feedback Loops. In Kooperation mit dem donaufestival[10]
  - Damir Očko. Birds milk and other spirits in der Dominikanerkirche Krems
- 2024:
  - Thomas J Price: Matter of Place
  - Anna und Bernhard Blume: Komplizenschaft (A=B). Kuratiert von Andreas Hoffer
  - Gabriele Engelhardt: Kremser Berge
  - Christian Gonzenbach: On Human Level. Kuratiert von Andreas Hoffer
- 2025:
  - Susan Rothenberg

## Weitere publizierte Essays (Auswahl)
- „Karel Appel“, in: Karel Appel. Der Machtwille der Planeten, Ausst. Kat. Galerie Ulysses, Wien 2001.
- „Herbert Brandl, Malerische Unmittelbarkeit im Prozessualen“, in: Herbert Brandl, Ausst. Kat. Galerie nächst St. Stephan Rosemarie Schwarzwälder, Wien, 1999.
- Herbert Brandl, „Monotypien auf Speed und die abstrakte Landschaft“, in: Herbert Brandl. Berge und Landschaften/, Monotypien 2009/20010, Ausst. Kat. Albertina, Wien 2010.
- „Günther Förg, Malerischer Anstrich“, in: Günther Förg. Back and Forth, Ausst Kat. Kunst der Gegenwart Essl Museum, Wien/Klosterneuburg 2007.
- “Martha Jungwirth. Neben die Schuach malen”, in: Wirklichkeiten, Ausst. Kat. Museum Liaunig, Suha 2015.
- “Neue Kunst für Zürich: Abstrakter Expressionismus, Arte Povera und Minimal Art”, in: Die Sammlung Hubert Looser im Kunsthaus Zürich, Ausst. Kat. Kunsthaus Zürich 2013.
- „Arnulf Rainer, Malerische Farbschleier“, in: Arnulf Rainer. Neue Bilder 2000–2002, Ausst. Kat. Galerie Ulysses, Wien 2003, o. S.
- Sammlung Looser: Private Passion – Public Wealth (sämtliche Textbeiträge), Fondation Looser 2014
- Hubert Scheibl, „Halluzinatorische Membran und gerissene Haut“, in: Magic Mushrooms, Ausst. Kat. Museum der Moderne, Salzburg 2013
- „Sean Scully: Malerischer Minimalismus“, in: Sean Scully, Jon Groom, Ausst. Kat. Galerie 422, Gmunden 2004.
- „Sean Scully – In der Malerei“, in: Sean Scully. Bricklayer of the Soul, Ostfildern 2015
- „Günter Umberg: Territorium Malerei“, in: Günter Umberg, Ausst. Kat. Galerie Haas, Zürich 2015
- „Unter freiem Himmel“, in: Unter freiem Himmel. Skulptur im Schlosspark Ambras, Ausst. Kat. Schlosspark Ambras/Galerie Elisabeth und Klaus Thoman, Innsbruck 2002.